# Вера Бужаровска
Вера Бужаровска (мкд. Вера Бужаровска, Битољ, 7. децембар 1931 – Скопље, 3. децембар 2013) је била македонски писац и публициста.

## Биографија
Бужаровска је рођена у Битољу 7. децембра 1931. Своју списатељску каријеру започела је 1962. године објављивањем књиге за децу Стоп намењене као забавно-поучна литература за најмлађе читаоце. Затим се њен рад наставља са преко четрдесет прозних и поетских остварења у којима доминирају приповетке и у чијем средишту је жена и њена судбина у патријархалној средини. У овом стваралачком опусу издваја се роман Акчилница, моћна аутобиографска слика ауторкиног детињства и града Битоља предратних и ратних четрдесетих година 20. века.
У последње две деценије живота бавила се провокативним темама из македонске свакодневице везане за политички живот и криминал, што јој је донело популарност међу најширом читалачком публиком (Три жене Усаина, Женски затвор, Аутор је оптужен за убиство, ТАТ, Кревет проститутке, Министарин брат, Открио сам атентатора итд.). Неколико њених дела преведено је на више језика, а поред текстова објављених у "Политици Експрес" и "Илустрованој Политици" седамдесетих година 20. века, радила је и на сценаријима за радио и ТВ пројекте. Умрла је у Скопљу 3. децембра 2013.
Верина унука Румена Бужаровска такође је књижевница, преводилац и професорка књижевности. Њена дела награђивана су како у Македонији, тако и у Европи.

## Библиоографија
- Акчилница (Акчилница)
- Три жене Усаина
- Женски затвор  (Затвор за жени)
- Аутор је оптужен за убиство
- Кревет проститутке
- Министарин брат
- Открио сам атентатора
- Господе,чувај ме од интерпол
- Две жени едно срце
- Огнена вода
- Катастрофалниот лет на авиончето
- Тајна
- Грозомора